# Нанамі Хіросі
Нанамі Хіросі (яп. 名波 浩, нар. 28 листопада 1972, Сідзуока) — японський футболіст.

## Виступи за збірну
1995 року дебютував в офіційних матчах у складі національної збірної Японії. Відтоді провів у формі головної команди країни 67 матчів.

## Статистика виступів
| Збірна Японії | Збірна Японії | Збірна Японії |
| Роки          | Ігри          | голи          |
| ------------- | ------------- | ------------- |
| 1995          | 2             | 2             |
| 1996          | 13            | 1             |
| 1997          | 21            | 3             |
| 1998          | 11            | 0             |
| 1999          | 6             | 0             |
| 2000          | 12            | 3             |
| 2001          | 2             | 0             |
| Усього        | 67            | 9             |

## Титули і досягнення
- У складі збірної:
  - Чемпіон Азії: 2000
- Клубні:
  - Чемпіон Японії: 1997, 1999, 2002
  - Володар Кубка Імператора: 2003
  - Володар Кубка Джей-ліги: 1998
  - Володар Суперкубка Японії: 2003, 2004
  - Переможець Ліги чемпіонів АФК: 1999
- Особисті:
  - у символічній збірній Джей-ліги: 1996, 1997, 1998, 2002